# Saint-Pierre-de-Salerne
Saint-Pierre-de-Salerne è un comune francese di 262 abitanti situato nel dipartimento dell'Eure nella regione della Normandia.

## Società

### Evoluzione demografica
Abitanti censiti